# Haliclona fryetti
Haliclona fryetti är en svampdjursart som först beskrevs av Arthur Dendy 1895.  Haliclona fryetti ingår i släktet Haliclona och familjen Chalinidae.
Artens utbredningsområde är Sydaustralien. Inga underarter finns listade i Catalogue of Life.